# Berl Kacenelson
Berl Kacenelson (ur. ? –zm. 1942) – żydowski pedagog, dyrektor administracyjny gimnazjum hebrajskiego w Łodzi, syn pisarza i pedagoga Jakuba Beniamina Kacenelsona, młodszy brat poety Icchaka Kacenelsona.
Berl Kacenelson był kierownikiem administracyjnym łódzkiej szkoły hebrajskiej i współpracownikiem w teatrze „Habima”. Latem 1942 r. został wywieziony wraz z rodziną do obozu zagłady, gdzie zginął. Upamiętniony przez brata w poemacie Dos lid fun ojsgehargetn jidiszn fołk (Pieśń o zamordowanym żydowskim narodzie) w słowach - „modrymi oczami brata, Berla, patrzący najjaśniej...”.